# Dentalium
Dentalium es un género de moluscos escafópodos de la familia Dentaliidae.

## Etimología
Vulgarmente conocidos como “colmillos de mar”, por su similitud con los colmillos de elefante, recibe su nombre científico de la palabra latina “dentis”.

## Descripción
Son moluscos excavadores, están provistos de una concha cónica y curvada de 4 o 5 cm abierta en ambos extremos. Viven en el mar con el pie enterrado en el fango. En el orificio mayor o anterior se encuentran el pie y la boca. El orificio posterior más estrecho es el que permite la circulación del agua para la evacuación de las heces y para el intercambio respiratorio puesto que carecen de branquias
Su concha tiene estrías longitudinales lo que la diferencia de las conchas de Antalis que tienen la misma forma cónica y curvada pero lisa sin estrías. 

## Localización
En España se encuentran tanto en el Atlántico como en el Mediterráneo.

## Especies
Se han descrito alrededor de 50 especies dentro de este género:[cita requerida]
- Dentalium aciculum Gould, 1859
- Dentalium adenense Ludbrook, 1954
- Dentalium agassizi Pilsbry and Sharp, 1897
- Dentalium americanum Chenu, 1843
- Dentalium antillarum D'Orbigny, 1842
- Dentalium aprinum L., 1766
- Dentalium bartletti Henderson, 1920
- Dentalium calamus Dall, 1889
- Dentalium callipeplum Dall, 1889
- Dentalium callithrix Dall, 1889
- Dentalium carduum Dall, 1889
- Dentalium ceratum (Dall, 1881)
- Dentalium circumcinctum Watson, 1879
- Dentalium dalli Pilsbry and Sharp, 1897
- Dentalium dentale L., 1766 European tusk
- Dentalium diarrhox Watson, 1879
- Dentalium didymum Watson, 1879
- Dentalium eboreum Conrad, 1846
- Dentalium ecostatum T W Kirk, 1880
- Dentalium elephantinum L., 1758
- Dentalium ensiculus Jeffereys, 1877
- Dentalium entale entale (Linnaeus, 1758)
- Dentalium entale stimpsoni (Henderson, 1920)
- Dentalium entale Linnaeus, 1758
- Dentalium floridense J. B. Henderson, 1920
- Dentalium formosum Adams & Reeve, 1850
- Dentalium glaucarena Dell, 1953
- Dentalium gouldii Dall, 1889
- Dentalium inversum Deshayes, 1825
- Dentalium laqueatum A. E. Verrill, 1885
- Dentalium liodon Pilsbry and Sharp, 1897
- Dentalium longitrorsum Reeve, 1842
- Dentalium meridionale Pilsbry and Sharp, 1897
- Dentalium nanum Hutton, 1873
- Dentalium neohexagonum Sharp and Pilsbry, 1897
- Dentalium occidentale Stimpson, 1851
- Dentalium ophiodon Dall, 1881
- Dentalium perlongum Dall, 1881
- Dentalium pilsbryi Rehder, 1942
- Dentalium pretiosum Sowerby, 1860
- Dentalium rebeccaense Henderson, 1920
- Dentalium rectius Carpenter, 1864
- Dentalium semistriolatum Guilding, 1834
- Dentalium senegalense Dautzenberg, 1891
- Dentalium sowerbyi Guilding, 1834
- Dentalium stenochizum Pilsbry and Sharp, 1897
- Dentalium suteri Emerson, 1954
- Dentalium taphrium Dall, 1889
- Dentalium texasianum Philippi, 1848
- Dentalium tiwhana Dell, 1953
- Dentalium tubulatum Henderson, 1920
- Dentalium vallicolens Raymond, 1904
- Dentalium vernedei Sowerby, 1860l
- Dentalium vitreum Sars, 1851
- Dentalium vulgare da Costa, 1778
- Dentalium zelandicum Sowerby, 1860

## Uso de las conchas
En la Prehistoria europea ya se utilizaban sus conchas como objeto de adorno e intercambio, e incluso son impregnados con ocre para darles color.
Se han encontrado ejemplares con este uso que datan del Paleolítico superior. 
Los hallazgos en numerosas cuevas así lo demuestran: Valdavara en Becerrea, yacimiento de Fervedes II (Lugo), La Cueva del Mirador de Atapuerca (Burgos), Cova del Pastoral, Cova d’en Pau (Gerona), Cova del Parpalló (Valencia), Cova de les Cendres (Alicante) etc. 
Se desprende de estos hallazgos que existía flujo comercial entre las poblaciones costeras y de interior.
En los pueblos nativos americanos, el Dentalium era muy apreciado como objeto de adorno. 